# Ölandsbladet

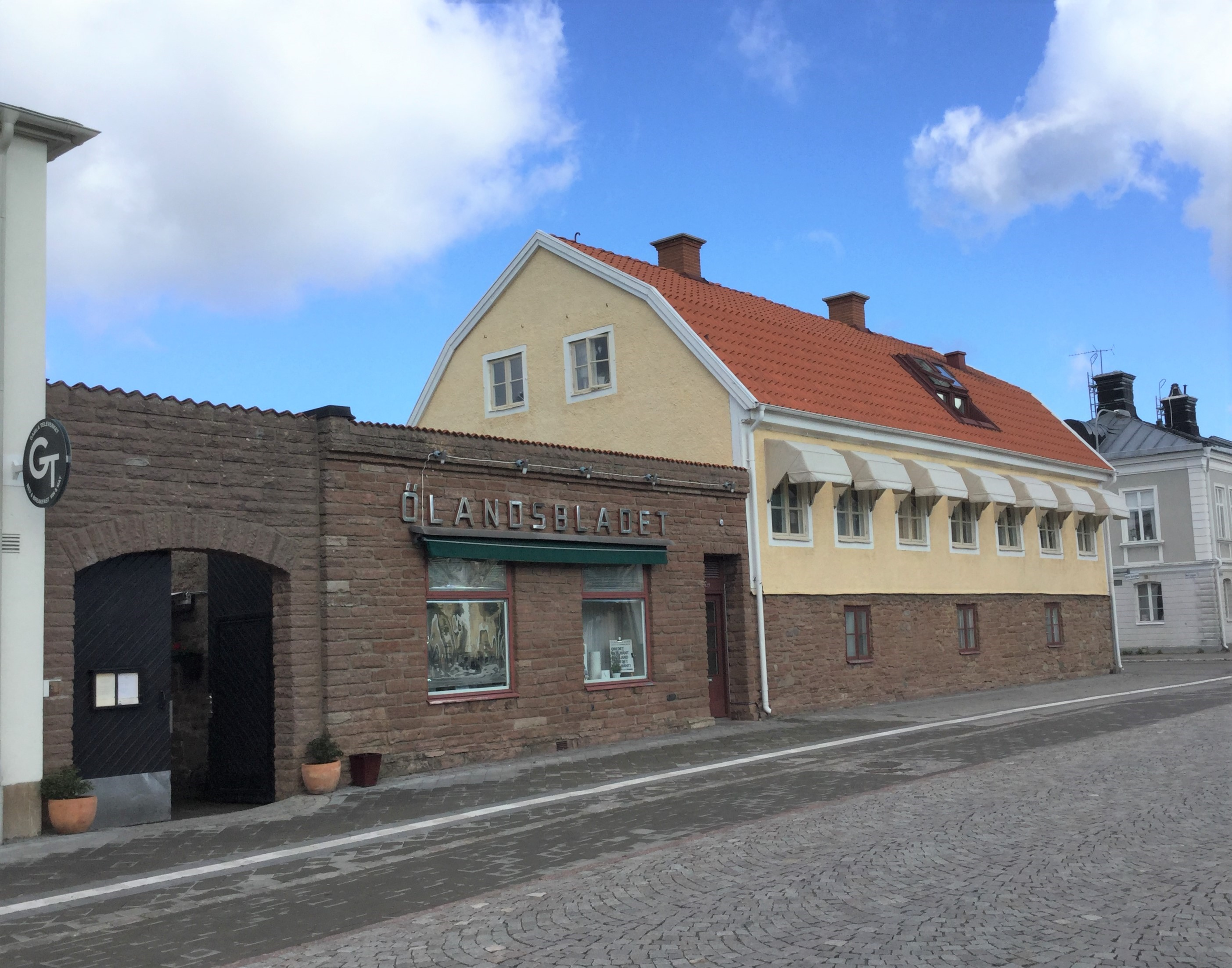
Ölandsbladets redaktion i Gamla rektorsbostället i Borgholm

Ölandsbladet är en svensk dagstidning, utgiven i Borgholm, grundad 1867 med beteckningen "partipolitiskt obunden". Dagstidningen ingår i Gota Media AB. Chefredaktör och ansvarig utgivare är Peter Boström. VD är Mikael Larsson Ek. En legendarisk chefredaktör under en stor del av 1900-talet var den öländske kulturprofilen Sven-Erik Sjöholm (1889–1970), känd bland annat som författare till "Ölandssången", som innehade posten nära ett halvsekel, från 1918 till sin död. Tidningen har redaktioner i Borgholm och i Färjestaden.

## Historia
Konstförvanten J P Andersson från Göteborg grundade 1867 ett tryckeri i Borgholm och utgav den 16 december samma år ett provnummer av Ölands-Bladet som skulle fr.o.m. 1868 utkomma varje helgfri lördag. I självpresentationen sades att tidningen skulle meddela de viktigaste in- och utrikesnyheterna och påpeka vad som för Öland var mest gagneligt. Speciellt skulle folkundervisningen, jordbruket, boskapsskötseln och fattigvården uppmärksammas. År 1870 inträdde lantmätaren Rudolf Engström (1827-1907) som redaktör. Fr.o.m. 1871 utgavs tidningen två gånger i veckan, onsdagar och lördagar och från 1874, då utgivningsdagarna ändrades, till torsdag och lördag.  Samtidigt som Borgholms betydelse som badort växte övertog 1881 J P Anderssons bror Carl Fredrik Andersson ägarskapet. Ägarskiftet markerades genom att tidningens namn utvidgades till Nya Ölandsbladet.
År 1885 övertogs ägarskapet av folkskolläraren Josef Bruhn (1858–1886). Som ny redaktör förändrade denne åter tidningens namn till Det nya Ölandsbladet. Nyhets- och Annonsorgan för Borgholms stad och Öland. Kort före sin död såldes Bruhn tidningen 1886 till badortsbolagets kamrer J. Edvin Melander (född 1844), som var aktivt engagerad i Borgholms utveckling som badort. Denne vidtog ännu en förändring av tidningens namn och uteslöt ordet ”Det nya” ur namnet. Bruhns program för tidningen var ”att främja stadens och ortens intressen i varje fråga, föra Borgholm som stad och handelsplats framåt”. I den då i politiken aktuella tullfrågan förklarade sig tidningen vilja driva den protektionistiska tanken om ”skydd för den inhemska produktionen, det inhemska arbetet”. 
Tid efter annan hade lokala tidningskonkurrenter etablerats på Öland.  1881 startade Ölands Tidning,som avläggare till tidningen Kalmar, men lades ned efter en tid. Med politiskt liberal, nykterhetsvänlig linje startades Ölands-Posten 1906 med en gratisbilaga med namnet Mörbylånga tidning. Den nedlades 1909. Under ett halvår 1921-22 utgavs ännu en publikation med namnet Ölands tidning. Alla dessa konkurrenttidningar till Ölandsbladet blev mycket kortlivade.
Våren 1918 bildades ”Tryckeri AB Öland” , som samma år inköpte Ölandsbladet av den nu åldrade Melander. Samma år utsåg bolagsstyrelsen redaktionssekreteraren i tidningen Kalmar,  Sven-Erik Sjöholm till Ölandsbladets nye redaktör. Tidningen kom redan från början under hans långra redaktörstid att tydligt markera sina lokala öländska intressen.  På Ölands södra delar var konkurrensen med kalmartidningarna märkbar och Ölandsbladet sökte nu medvetet utvidga sin prenumerationsbas där. Fr.o.m. 1919 utökades utgivningen och tidningen utkommer sedan dess tisdagar, torsdagar och lördagar. Upplagan var 1930 4.200 exemplar, varav 150 prenumeranter fanns i USA. Tidningen var i familjen Sjöholms ägo fram till 1984 då den inköptes av Bengt Ingmarsson, ägare av och chefredaktör för Vimmerby tidning, Sedan 2011 ingår Ölandsbladet i Gota Media AB, som i sin tur ägs gemensamt av Stiftelsen Barometern i Kalmar och Tore G. Wärenstams stiftelse i Borås. De nya ägarförhållandena har inte inneburit någon förändring av tidningens lokala karaktär. 

## Tidningen idag
Tidningen utkommer alltjämt varje tisdag, torsdag och lördag. Priset är idag 209 kronor per månad. Hushållstäckningen på norra Öland är omkring 85 procent.  Från den 11 maj 2024 övergav Ölandsbladet sin hävdvunna redigeringsprincip, att tidningens förstasida var fylld av annonser. Sedan dess innehåller denna - i likhet med andra svenska dagstidningar - det nyhetsmaterial som man redaktionellt vill prioritera. År 2022 definierade Ölandsbladets chefredaktör Peter Boström tidningen som "ett medlemsblad för ölänningar" som vill skildra "allt det som händer runt omkring oss på Öland" . Tidningen hade då 8000 prenumeranter och runt 980 000 nedladdningar på webben per månad. 2023 hade olandsbladet.se 14,8 miljoner sidvisningar.
Långt fram mot 1900-talets slut innehöll Ölandsbladet uteslutande material från Öland eller med uttalat öländsk anknytning, förutom en daglig spalt med korta notiser under rubriken "Från Kalmars horisont", där icke-öländska nyheter publicerades. Idag finns varje dag särskilda sidor med TT:s rikssvenska och internationella nyhetsmaterial, dock placerat i tidningsnumrets senare del, efter utförliga referat av öländsk idrott.
Tematiska specialnummer och extratidningar som förekommit är bland andra Ölands Turistguide, Det händer på Öland, Näringsliv Öland, Motorspecialer, Din Bostad, Skördefesttidning och Ölandsbladets Jultidning.